# صالح ابراهیم (بازیکن فوتبال)
صالح ابراهیم (انگلیسی: Salleh Ibrahim; ۱ نوامبر ۱۹۴۷ – ۸ مارس ۲۰۲۰) بازیکن فوتبال اهل مالزی بود.
این بازیکن به‌همراه تیم ملی فوتبال مالزی در بازی‌های المپیک تابستانی ۱۹۷۲ شرکت کرده‌است.